# Väinö Siikaniemi
Väinö Villiam Siikaniemi (né le 27 mars 1887 à Hollola et décédé le 24 août 1932 à Helsinki) est un athlète finlandais spécialiste du lancer du javelot. Affilié au HKV, il mesurait 1,82 m pour 83 kg.

## Biographie

### Palmarès
| Date | Compétition           | Lieu      | Résultat | Épreuve           | Performance |
| ---- | --------------------- | --------- | -------- | ----------------- | ----------- |
| 1912 | Jeux olympiques d'été | Stockholm | 5e       | Lancer du javelot | 52,43 m     |
| 1912 | Jeux olympiques d'été | Stockholm | 2e       | Javelot à 2 mains | 101,13 m    |

### Records
| Épreuve           | Performance | Lieu | Date |
| ----------------- | ----------- | ---- | ---- |
| Lancer du javelot | 54,09 m     |      | 1912 |